# Arthur Loosli

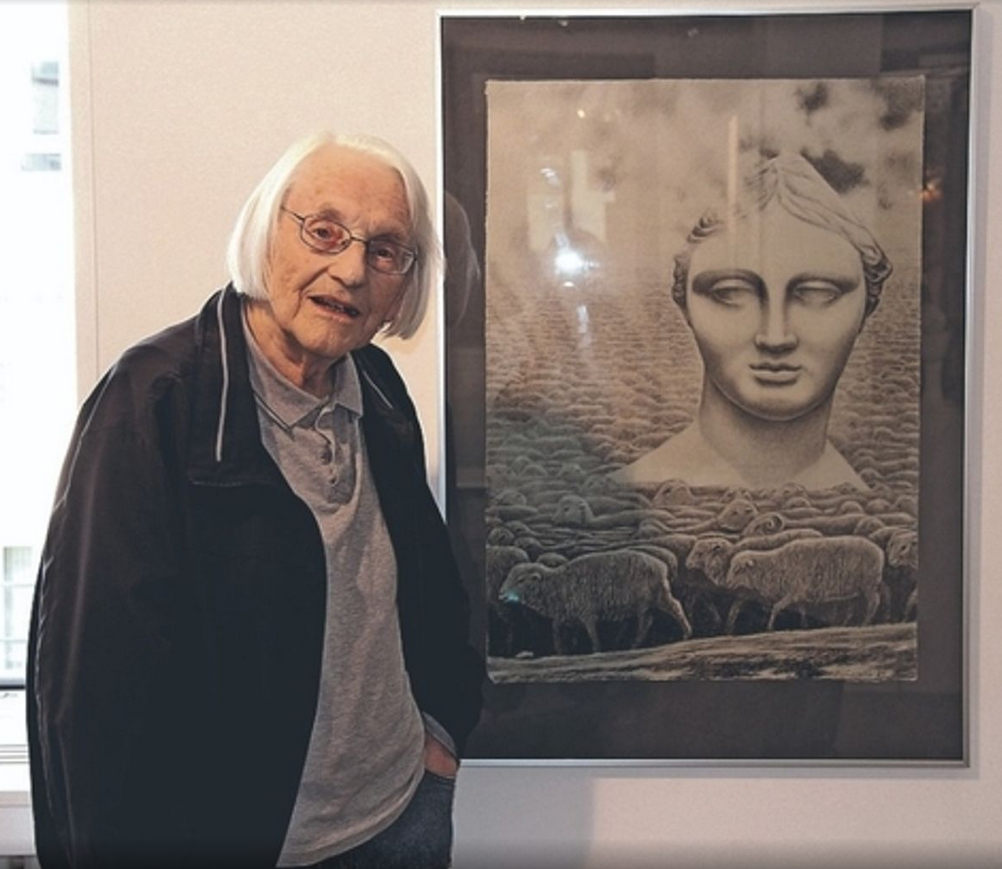
Arthur Loosli neben seinem Werk Pastorale (2018)

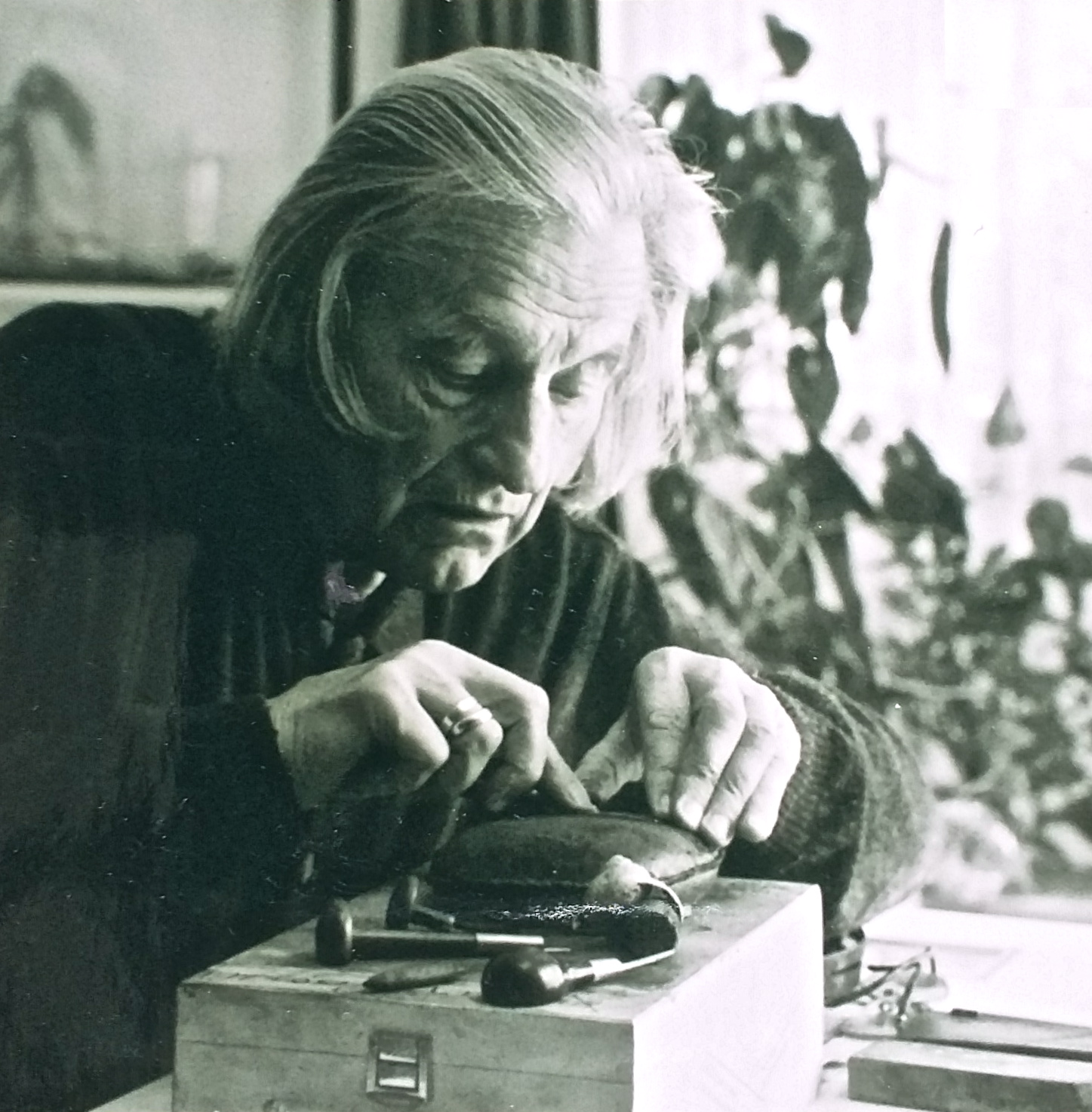
Arthur Loosli beim Kupferstechen (1999)

Arthur Loosli (* 23. Februar 1926 in La Chaux-d’Abel, Sonvilier; † 5. Januar 2021 in Steffisburg) war ein Schweizer Zeichenlehrer, Konzertsänger und Kupferstecher.

## Leben

### Familie und Werdegang
Arthur Loosli kam in La Chaux-d’Abel, einem Weiler in der Gemeinde Sonvilier im Berner Jura, als zweites von sieben Kindern eines Gesamtschullehrers und einer Bäuerin zur Welt. Die Natur der Freiberge mit den Weiden und Tannen, den sagenumwobenen Mooren und den Kalksteinvorkommen prägten ihn. 1942 bis 1946 absolvierte er das Lehrerseminar in Bern, wo er bis 1983 auch wohnte. Dann wechselte er nach Muri bei Bern und 1996 nach Steffisburg. Er war verheiratet und hatte zwei Söhne.
Nach dem Abschluss des Lehrerseminars studierte er Zeichenlehrer der Sekundarstufe II an der Kunstgewerbeschule Bern von 1946 bis 1949. Danach folgten Studienaufenthalte in Paris, Florenz, Venedig und Stockholm. 1953 erhielt er einen Lehrauftrag für Zeichnen und Kunstgeschichte am Gymnasium Thun. Diese Stelle hatte er bis zur ordentlichen Pensionierung inne.
Zudem begann Loosli 1950 seine Ausbildung zum Konzertsänger an den Konservatorien von Bern, Venedig und Stockholm. Erst nahm er Gesangsunterricht bei Felix Loeffel in Bern. Dann folgten weitere Studien bei Mariano Stabile in Venedig (1958) und Arne Sunnegaard in Stockholm (1958–1959). 1959 gewann er im Fach Bassbariton beim internationalen Vokalistenwettbewerb in ’s-Hertogenbosch in Holland den ersten Preis. Gleichzeitig erhielt er auch den Jos Orelio-Preis.

### Wirken als Zeichner und Radierer
Loosli gestaltete seine zeichnerischen Werke mit Feder, Kugelschreiber, Bleistift oder Kohle. Zudem schuf er Arbeiten als Sgraffiti, Siebdrucke, Holz- und Keramikskulpturen sowie vereinzelt als Malereien. In erster Linie war er jedoch Radierer und Kupferstecher. Er wählte Sujets, die oftmals auf humorvoll-surrealen Einfällen basierten. Beispielsweise erstarren Kathedralen zum Schneckenhaus, verwandeln sich in Fabelwesen oder fliegen davon. Wasser als Element, das geheimnisvolle Schiffe trägt oder verschlingt, die Arche blockiert oder die Sicht zu einem weiten Horizont freigibt. 
Loosli widmete sich auch der Illustration und der Herausgabe von Büchern mit seinen Zeichnungen, Aquarellen, Radierungen, Federzeichnungen und Texten.
Ab 1952 stellte Loosli seine Werke im In- und Ausland in Galerien und Museen wie dem Kunstmuseum Thun (1987) aus. Auch war er an Gruppenausstellungen beteiligt, so im Kunsthaus Glarus, dem Kunsthaus Zug, der Kunsthalle Bern oder bei der Cultura Svizzera in der Palazzina Presidenziale in Florenz.

### Wirken als Sänger

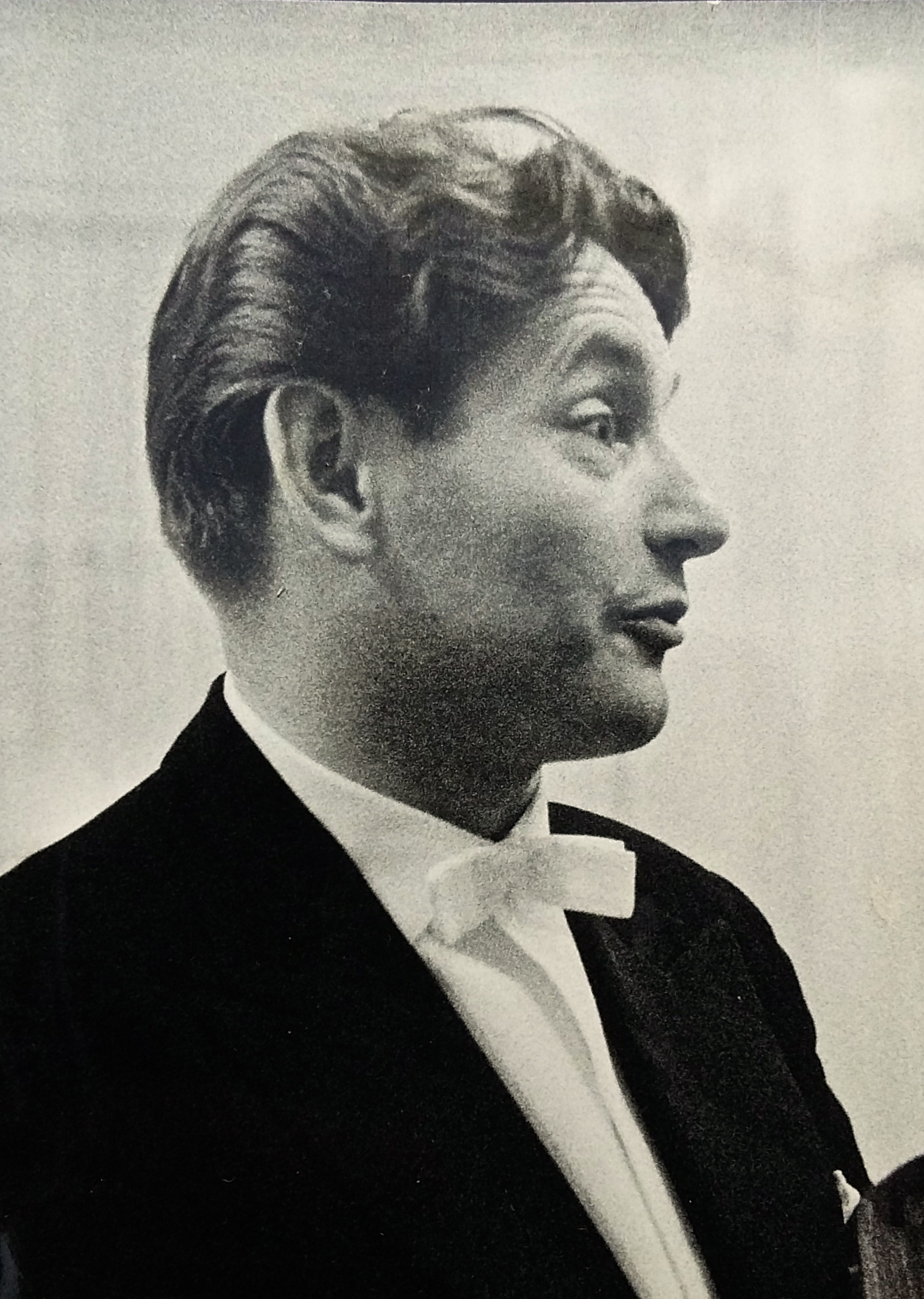
Arthur Loosli (1962)

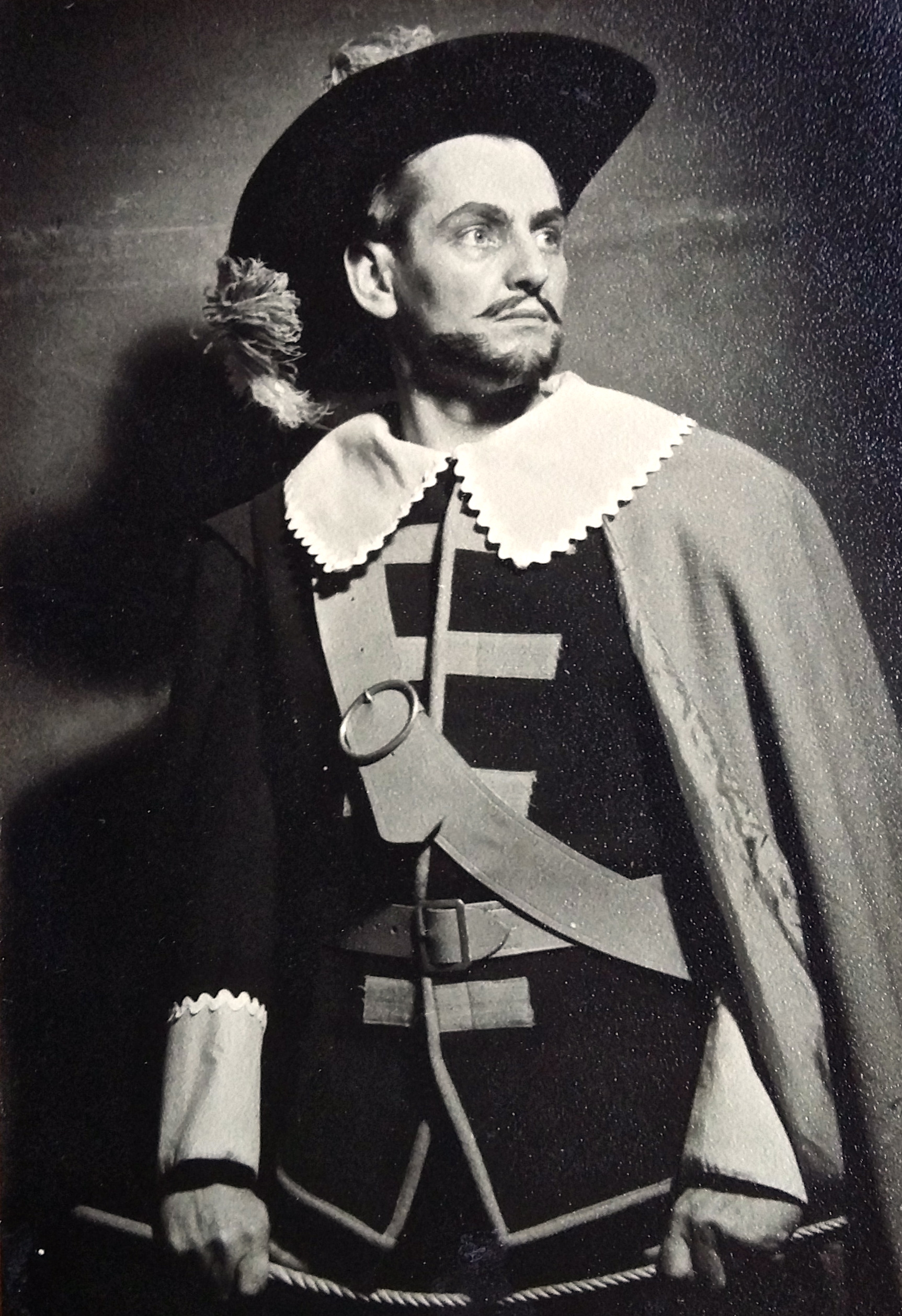
Arthur Loosli als Ottokar in der Oper Freischütz am Stadttheater Bern, Foto: Fred Erismann, 1958

1958 begann Loosli seine Konzerttätigkeit im In- und Ausland aufzubauen. Bei Liederabenden widmete er sich Liederzyklen von Franz Schubert, Robert Schumann, Othmar Schoeck. Sein Repertoire umfasste Oratorien von Händel, die Passionen und das Magnificat von J. S. Bach, das Requiem und die Messen von Mozart, die Die Schöpfung und Die Jahreszeiten von Haydn, Elias von Mendelssohn, die Requien von Verdi und Antonín Dvořák, La damnation de Faust von Berlioz und Werke vieler zeitgenössischer Komponisten bis zum War Requiem von Benjamin Britten. 
In der Schweiz sang er in Landorten wie auch in den wichtigen Musikzentren. Im Ausland gab er Konzerte in Rom, Bergamo, Bari, Brescia, Genua, Lucca, Mantua, Parma, Padua und Ravenna, in Amsterdam, Brüssel, Besan, Stuttgart, Mannheim, Nürnberg, Stockholm und beim Festival von Breslau.
Im Radiostudio Bern und an Konzertorten fanden vor allem von 1956 bis 1980 Aufführungen statt, welche direkt ausgestrahlt und aufgezeichnet wurden. So wurden über 120 Aufnahmen digitalisiert. Darunter befinden sich das Oratorium Christus von Franz Liszt, die Choralpassion von Hugo Distler, die Kammeroper Mozart und der graue Bote von Armin Schibler und die Haslikantate zu einer Alpensage von Jean Daetwyler.
Die Gründung des Berner Bachchors erfolgte 1966 auf die Initiative der beiden Brüder Arthur und Theo Loosli.
1974 entstand die Schallplattenaufnahme des Liederzyklus Winterreise von Franz Schubert mit Karl Grenacher am Klavier. Das Textbuch ist mit 48 Federzeichnungen Looslis illustriert. In der gleichen Besetzung wurde 1980 der Schwanengesang von F. Schubert aufgenommen, diesmal mit 14 Bleistiftzeichnungen. Vier Jahre zuvor erschien der Liederzyklus Unter Sternen von Othmar Schoeck zu Gedichten von Gottfried Keller, ebenfalls mit einer Bild- und Textbeilage von Loosli.

## Publikationen
- Orbis immaginatus. Sechs graphische Zyklen. Verlag Galerie Schindler, Bern 1966.
- Arthur Loosli zeichnet Kathedralen. Zeichnungen und Graphik. Verlag Stämpfli, Bern 1968.
- Motive. Zeichnungen und Texte. Verlag Stämpfli, Bern 1971.
- Signum. Zeichnungen und Texte. Akzentverlag, Bern 1975.
- Phantastisches aus der Schweiz. Federzeichnungen. Literaturzeitschrift Drehpunkt. Basel 1976.
- Tschipo. Zeichnungen zu Texten von Franz Hohler. Luchterhand-Verlag, Darmstadt 1978.
- Zoologische Findlinge. Tierbuch von Franz Hohler mit Zeichnungen und Aquarellen. Zytglogge-Verlag, Bern 1979.
- Der Granitblock im Kino. Illustrationen zu Texten von Franz Hohler. Luchterhand-Verlag, Darmstadt 1981.
- Piranesiana. Variationen zu Radierungen von Piranesi. Buch mit Zeichnungen und Texten. Zytglogge-Verlag, Bern 1982.
- La Frode. Originalradierungen zum Novellenband von Leonardo Sciascia. Editione Taurus, Catania 1982.
- Tschipo und die Pinguine. Zeichnungen zum Kinderroman von Franz Hohler. Ravensburger Buchverlag, 1985.
- Arthur Loosli. Das gesamte graphische Werk, Handzeichnungen. Ausstellungskatalog, Kunstmuseum Thun, 12. Februar bis 29. März 1987. Kunstmuseum, Thun 1987.
- Tschipo in der Steinzeit. Zeichnungen zum Kinderroman von Franz Hohler. Ravensburger Buchverlag, 1995.
- Auf den Spuren der Zwerge. Federzeichnungen zum Text von Max Waibel. Verlag Krebser, Thun 1998.
- Capriccio. Kupfersticheleien. Zytglogge-Verlag Bern, Gümligen 2001.

## Diskografie
CD-Aufnahmen
- Franz Schubert: Winterreise. Arthur Loosli (Bass-Bariton), Karl Grenacher (Klavier). Mit Textbuch und 48 Federzeichnungen. Akzentverlag und Jecklin JS 268-2, 1974.
- Robert Schumann: Heinrich Heine-Lieder. Arthur Loosli (Bass-Bariton), Hans Walter Stucki (Klavier). Akzent WA 3152-2, 1989. Sonographic
- Jan Dismas Zelenka: Missa Circumcisionis. Arthur Loosli (Bass), Thurgauer Barockensemble, Raimund Rüegge (Dir.) Swiss pan 510013. 1982.
- Böhmische Pastorellen. Arthur Loosli (Bass), Thurgauer Barockensemble, Raimund Rüegge (Dir.) Swiss pan 510030. 1985.
- Festliche Musik aus Böhmen. Arthur Loosli (Bass), Thurgauer Barockensemble, Raimund Rüegge (Dir.) Swiss pan 510047. 1992.
- Geistliche Chormusik der Böhmischen Klassik. Arthur Loosli (Bass), Thurgauer Barockensemble, Raimund Rüegge (Dir.) Swiss pan 510043. 1989.
- Othmar Schoeck: Nachhall op. 70. Arthur Loosli (Bass-Bariton), Kammerensemble von Radio Bern, Leitung Theo Loosli, Karl Grenacher (Klavier). Jecklin Disco 535-2. 1973.
- Othmar Schoeck: Elegie op. 36. Arthur Loosli (Bass-Bariton), Berner Kammerensemble, Theo Hug (Ltg.). Jecklin Disco 510-2. 1967.
- Othmar Schoeck: Unter Sternen op. 55. Arthur Loosli (Bariton), Franz Kienberger (Klavier). Radio DRS, Studio Bern 2002.

LP-Aufnahmen
- Franz Schubert: Schwanengesang. Arthur Loosli (Bass-Bariton), Karl Grenacher (Klavier). LP mit illustriertem Textheft von 1980. Akzent Aufnahme: Sonographic AG, WA 3129.
- Johann Sebastian Bach: Johannes-Passion. Arthur Loosli (Bass, als Christus), Berner Bach-Chor, Kammerensemble Bern, Theo Loosli (Dir.). EMI 157-99 860/62. 1979
- Antonín Dvořák: Requiem. Arthur Loosli (Bass), Orchestre de la suisse romande, François Pantillon (Dir.). Live-Aufnahme von Radio Lausanne. 1966.
- Modest Mussorgsky: Boris Godunov. Arthur Loosli (Bass), Berner Symphonieorchester, François Pantillon (Dir.) Konzert-Aufnahme in Biel 1968.
- Othmar Schoeck: Wanderung im Gebirge. op. 45 / Das stille Leuchten. op. 60 / Unter Sternen. op.55. Arthur Loosli (Bass-Bariton), Karl Grenacher (Klavier). EMI SHZC 4004.
- Jean Daetwyler: Haslikantate. Arthur Loosli (Bass-Bariton), Chor Gymnasium Thun, Kammerorchester Concertino Basel, Bernhard Grossenbacher (Dir.). Aufnahme Radio DRS 1982. Oreade 30-830, 1983.
- Michail Glinka: La Vie pour le Tsar. Arthur Loosli (Bass), Orchestre et Chœurs des Gymnases de Neuchâtel, Georges-Henri Pantillon (Dir.). Gallo 30-449. 1985.

Hörbeispiel
- Arthur Loosli, Karl Grenacher: Winterreise, Op. 89, D. 911: No. 5, Der Lindenbaum

## Bildergalerie

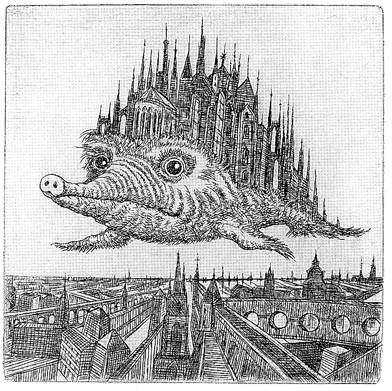
Fliegender Dom. Radierung 2000, 7.0 cm x 7.0 cm
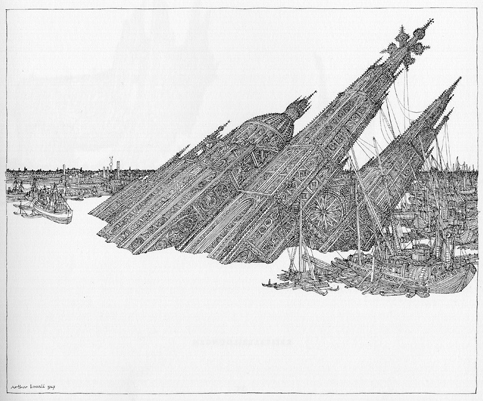
Sinkende Kathedrale. Federzeichnung 1967, 21.8 cm x 26.5 cm
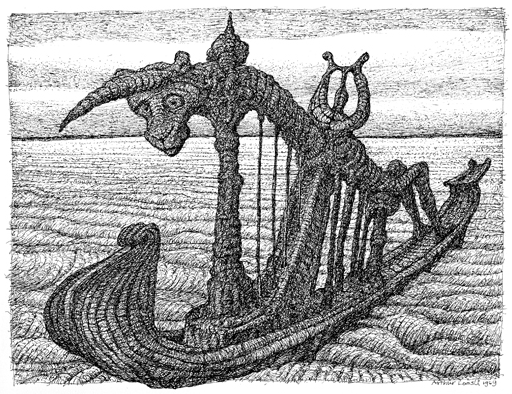
Styx. Federzeichnung 1969, 21.0 cm x 16.0 cm
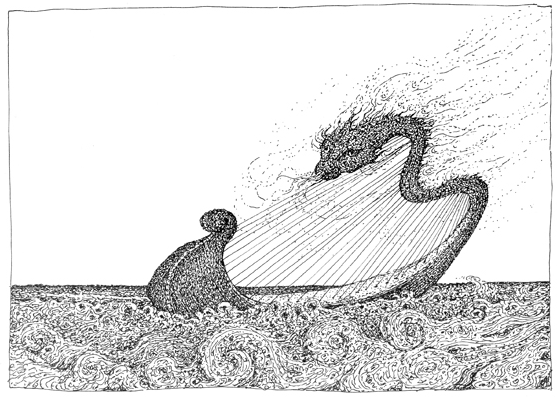
Segler. Federzeichnung 1969, 19.5 cm x 14.0 cm
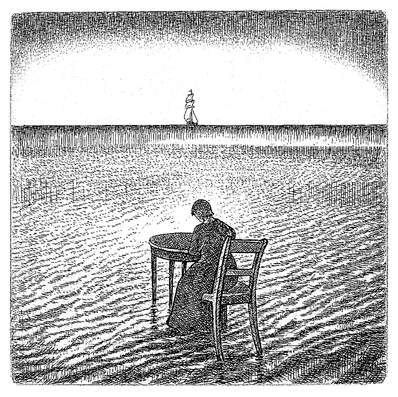
Die Weite. Radierung 2000, 7.0 cm x 7.0 cm
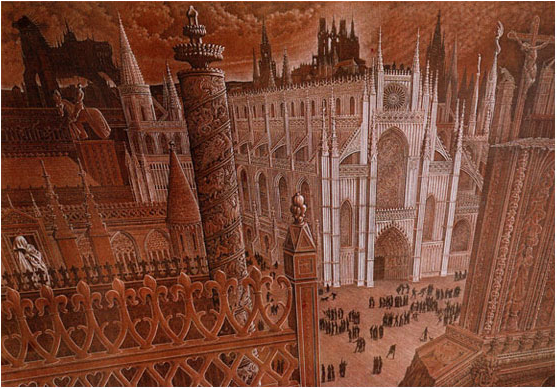
La cathedrale blanche. Schwarzer Farbstift, weiss gehöht auf rotbraunem Grund, 2000, 100 cm x 70 cm
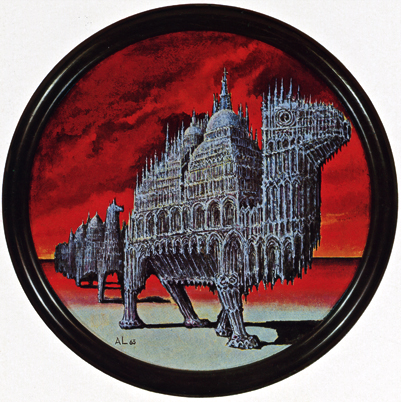
Exodus. Öl auf Temperagrund 1963, ca. 16.0 cm x 16.0 cm
Der Pianist. Handsiebdruck 1974, 30.5 x 43 cm
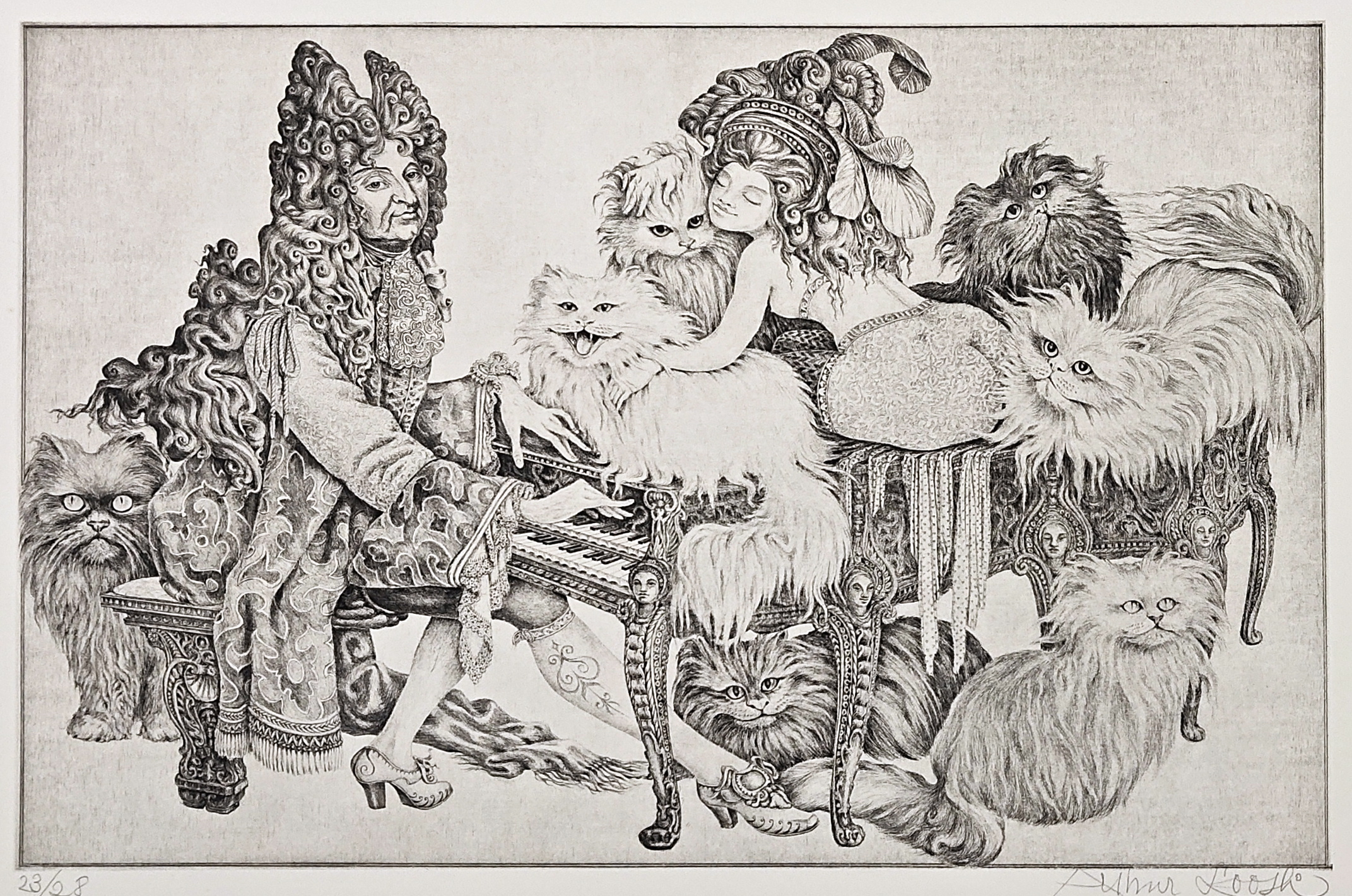
Louis XIV touchant le clavecin, Kaltnadel 1977, 32 x 50 cm mit hellem Hintergrund
Louis XIV touchant le clavecin, Kaltnadel 1977, 32 x 50 cm mit dunklem Hintergrund